# Посол сельдевых

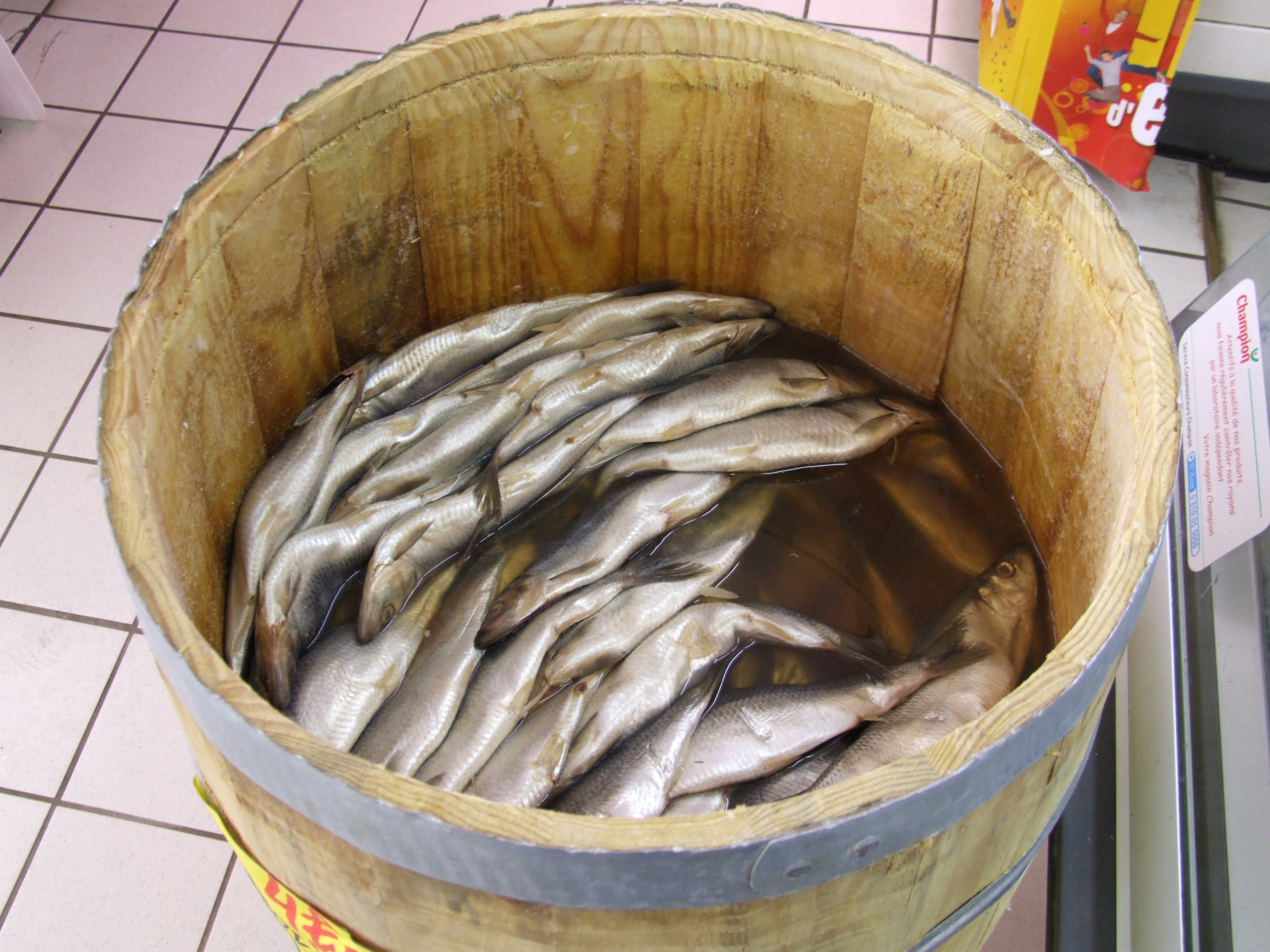
Солёная сельдь в бочке

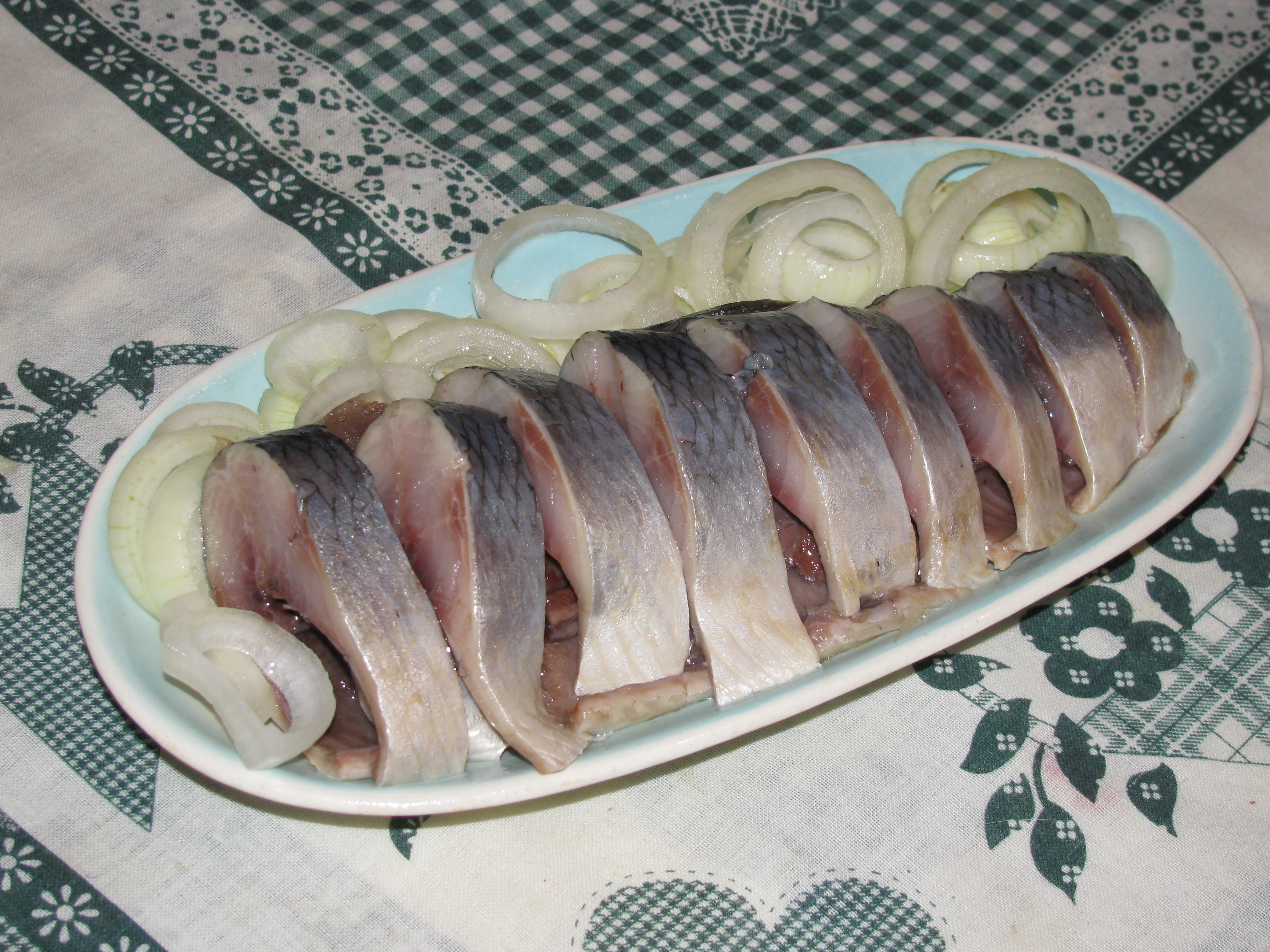
Солёная сельдь, сервированная с луком в селёдочнице

Посол сельдевых — процесс консервирования промысловой рыбы семейства сельдевых (салаки, тюльки, кильки, хамсы) с помощью поваренной соли. В России производится преимущественно в чанах или ларях и в небольшом количестве — в бочках. Рыбосольная посуда наполняется сельдью чередующимися с солью слоями насыпью (в беспорядке) или правильными рядами с однообразным положением рыбы. В зависимости от размеров сельди, её жирности и температурных условий сельдь солят с искусственным охлаждением (до посола или во время посола) или без охлаждения. При холодном посоле замедляются автолитические и бактериальные процессы, что позволяет оптимально насытить ткани рыбы солью даже при её значительной толщине. Продолжительность посола сельди зависит от её размеров, жирности, дозировки соли, требуемой солёности мяса, а также температуры, при которой протекает посол.
При посоле сельди в чанах насыпью определённое количество сельди распределяют по всей площади рыбосольной посуды с помощью гребков или зюзьгами до получения ровного слоя, высота которого для мелких сельдей не должна превышать двойной, а для остальных — наибольшей толщины тела рыбы. Поверхность слоя равномерно посыпают солью, затем высыпают следующую порцию сельди на новый слой и повторяют процедуру до заполнения всего чана. Верхний слой сельди обильно закрывают солью и выдерживают в таком положении сутки, а затем кладут груз. По мере заполнения рыбосольной посуды количество соли, расходуемой на пересыпку слоев рыбы, увеличивают, чтобы устранить возможность образования в нижней части чана более концентрированного тузлука. При большей дозировке соли в верхних слоях более концентрированный тузлука опускается вниз и перемешивается с менее концентрированным, за счёт чего происходит естественное выравнивание его концентрации. Для ускорения естественного выравнивания концентрации тузлука прибегают к принудительному перемешиванию путём перекачивания тузлука из нижних слоёв чана в верхние. Почти во всех районах России для посола в чанах или ларях применяют такие дозировки соли, чтобы концентрация соли в тканевом соке мяса и тузлуке составляла 20—26 %, и по содержанию соли такая сельдь относится к крепкосолёной.
Охлаждение сельдевых до посола до температуры −2—0 °C осуществляется в ваннах или чанах с ледосоляной смесью, затем рыбу перемещают в другую рыбосольную посуду. Охлаждение сельдевых в процессе посола производится путём равномерного добавления мелкодроблёного льда через каждые 2—3 слоя рыбы в момент пересыпания солью, дозировка которой соответствующим образом корректируется для насыщения образующейся при таянии льда воды. При посоле сельди с охлаждением применяется рядовая укладка в чане слоями из параллельных рядов, в которых рыба размещается в одном и том же направлении: плотно прижатой боковыми поверхностями друг к другу, спинкой вниз, головами в одну сторону. После заполнения чана его закрывают досками с прокладкой теплоизоляционным материалом для более полного использования холода. Для слежения за процессом посола у стенки чана устраивают так называемый колодец — свободное пространство сверху до низу диаметром около 15 см. Во избежание неравномерного охлаждения слоёв рыбы производится перекачивание образующегося при посоле тузлука. Посол с предварительным охлаждением сельди применяется в Волго-Каспийском и Азово-Черноморском районах, а также для нагульной жирующей сельди в летне-осенний период во всех рыбопромышленных районах РФ.
При бочковом посоле сельди применяется только правильная укладка сельди рядами. Целую или предварительно разделанную сельдь (зябреную, обезглавленную) обваливают в соли и укладывают в бочки, не стряхивая приставшие к коже кристаллики соли, спинкой вниз, с крестообразным расположением рядов в слое по всей высоте бочки. Бочки наполняют на один ряд выше верхнего края и оставляют незакупоренными для осадки объёма сельдесоляной массы с началом процесса посола. Для выравнивания концентрации тузлука бочки ежедневно перекатывают на 1/4—1/2 оборота. Посол в бочках требует значительных производственных площадей. Дозировка соли при бочковом посоле колеблется от 18 до 20 %.
В домашних условиях можно приготовить малосольную сельдь из свежей или мороженой рыбы.